# Amphitrite lobocephala
Amphitrite lobocephala är en ringmaskart som beskrevs av Yin Tang Hsieh 1994. Amphitrite lobocephala ingår i släktet Amphitrite och familjen Terebellidae. Inga underarter finns listade i Catalogue of Life.